# Colonia Cuauhtémoc, Tepetlán
Colonia Cuauhtémoc är en ort i Mexiko.   Den ligger i kommunen Tepetlán och delstaten Veracruz, i den sydöstra delen av landet, 250 km öster om huvudstaden Mexico City. Colonia Cuauhtémoc ligger 1 918 meter över havet och antalet invånare är 223.
Terrängen runt Colonia Cuauhtémoc är kuperad åt sydväst, men åt nordost är den bergig. Colonia Cuauhtémoc ligger uppe på en höjd. Runt Colonia Cuauhtémoc är det ganska tätbefolkat, med 100 invånare per kvadratkilometer. Närmaste större samhälle är Naolinco de Victoria, 13,1 km sydväst om Colonia Cuauhtémoc. I omgivningarna runt Colonia Cuauhtémoc växer huvudsakligen savannskog.